# Czernica (województwo śląskie)

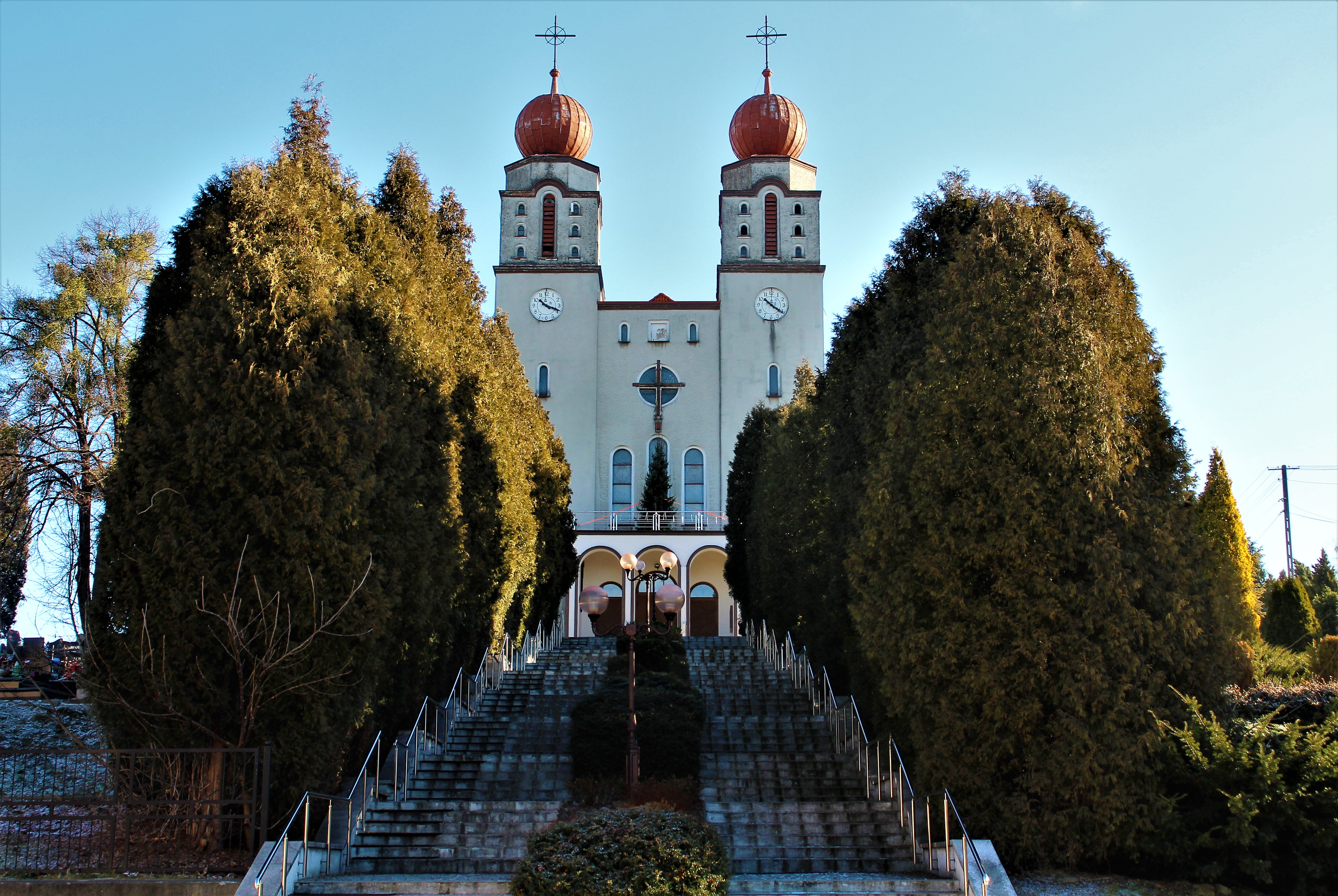
Kościół Najświętszej Maryi Panny Królowej Polski

Czernica (niem. Czernitz, daw. Czernice) – wieś w Polsce, położona w województwie śląskim, w powiecie rybnickim, w gminie Gaszowice, w północno-wschodniej części Płaskowyżu Rybnickiego.

## Nazwa
Nazwa miejscowości była wzmiankowana po raz pierwszy w 1317 roku w formie Chyrniche. Jest to toponim na bazie rdzenia czern- z przyrostkiem -ica, odznaczający się szerokim polem semantycznym. Oznaczać mógł m.in. rodzaj gleby albo ciemny, gęsty las. W tym przypadku jednak przyjmuje się zazwyczaj to pierwsze znaczenie, m.in. ze względu na występowanie w dialektach śląskich rzeczownika czernica w znaczeniu czarnoziemu.

## Integralne części wsi
| SIMC    | Nazwa      | Rodzaj    |
| ------- | ---------- | --------- |
| 0214132 | Babia Góra | część wsi |
| 0214149 | Osinki     | część wsi |

## Historia
Po raz pierwszy nazwa wsi pojawiła się w dokumencie z 1317 roku. Następnie miejscowość przechodziła na kolejnych właścicieli, z których ostatnim była baronowa Albina von Roth. W 1945 roku dobra dworskie zostały rozparcelowane przez Urząd Ziemski w Rybniku. 
Słownik geograficzny Królestwa Polskiego z 1800 roku podaje Podlesie jako część wsi oraz folwark Babiagóra. 
23 maja 1920 roku w Czernicy utworzone zostało gniazdo najstarszej polskiej organizacji sportowej Polskiego Towarzystwa Gimnastycznego „Sokół”. Koło to podlegało organizacyjnie VIII Rybnickiemu okręgowi śląskiej dzielnicy Polskiego Towarzystwa Gimnastycznego „Sokół” i należało do szeregu sekcji gimnastycznych śląskiego Sokoła. W roku 1920 niedobczyckie koło tej organizacji liczyło 56 członków. W 1953 zbudowano kościół Najświętszej Maryi Panny Królowej Polski. W latach 1880–1966 eksploatowano tu pokłady gipsu.
W latach 1945–1954 wieś była siedzibą gminy Czernica. W latach 1954–1972 wieś należała i była siedzibą władz gromady Czernica. W latach 1975–1998 administracyjnie należała do województwa katowickiego.
W Czernicy urodził się polski kompozytor muzyki poważnej Henryk Mikołaj Górecki.

## Pomniki przyrody i zabytki
Znajdują się tu pomniki przyrody – 4 stare lipy (obwód do 467 cm) i dąb (336 cm).
W wojewódzkim rejestrze wymienione są jako zabytki:
- pałacyk z 1865 roku[16], otoczony parkiem z lipami, klonami i kasztanami.
- szkoła podstawowa z ok. 1900 roku przy ul. Wolności 42[16]
- zespół szybu wentylacyjnego I "Czernica" z przełomu XIX i XX wieku, który obejmuje nadszybie z wieżą wyciągową, maszynownię i rozdzielnię[16]
- zespół szybu wentylacyjnego II "Cecylia" z 1909–1910: maszynownia z rozdzielnią, nadszybie z wieżą wyciągową, cechownię i łaźnię[16].